# CB Futsal Jette Bxl Cap
CB Futsal Jette Bxl Cap is een Belgische zaalvoetbalclub uit Jette.

## Historiek
De club werd opgericht in 1980 door Noé Alliet.
In het seizoen 2017-'18 degradeerde de club naar tweede nationale. Het seizoen daarop werd de club kampioen in tweede nationale A en promoveerde ze opnieuw naar de eerste nationale.